# Escudo de Ramales de la Victoria
El escudo de Ramales de la Victoria es uno de los símbolos del ayuntamiento de Ramales de la Victoria (Cantabria), junto a su bandera. Dicho escudo queda organizado de la manera siguiente: escudo partido: 1º de plata, un roble al natural sobre ondas; 2º de gules, una letra V mayúscula bajo una corona ducal. Se timbra con la corona real de España.
El escudo fue adoptado en sesiones plenarias extraordinarias celebradas por el ayuntamiento los días 30 de diciembre de 2005 y 2 de marzo de 2007 siendo autorizada por el Consejo de Gobierno de Cantabria el día 2 de agosto de 2007, previo informe favorable emitido por la Real Academia de la Historia con fecha 25 de junio de 2007.